# Бедфорд (окръг, Пенсилвания)
Окръг Бедфорд (на английски: Bedford County) е окръг в щата Пенсилвания, Съединени американски щати. Площта му е 2629 km², а населението - 48 480 души (2017). Административен център е град Бедфорд.